# تاريخ الحرب البيلوبونيسية

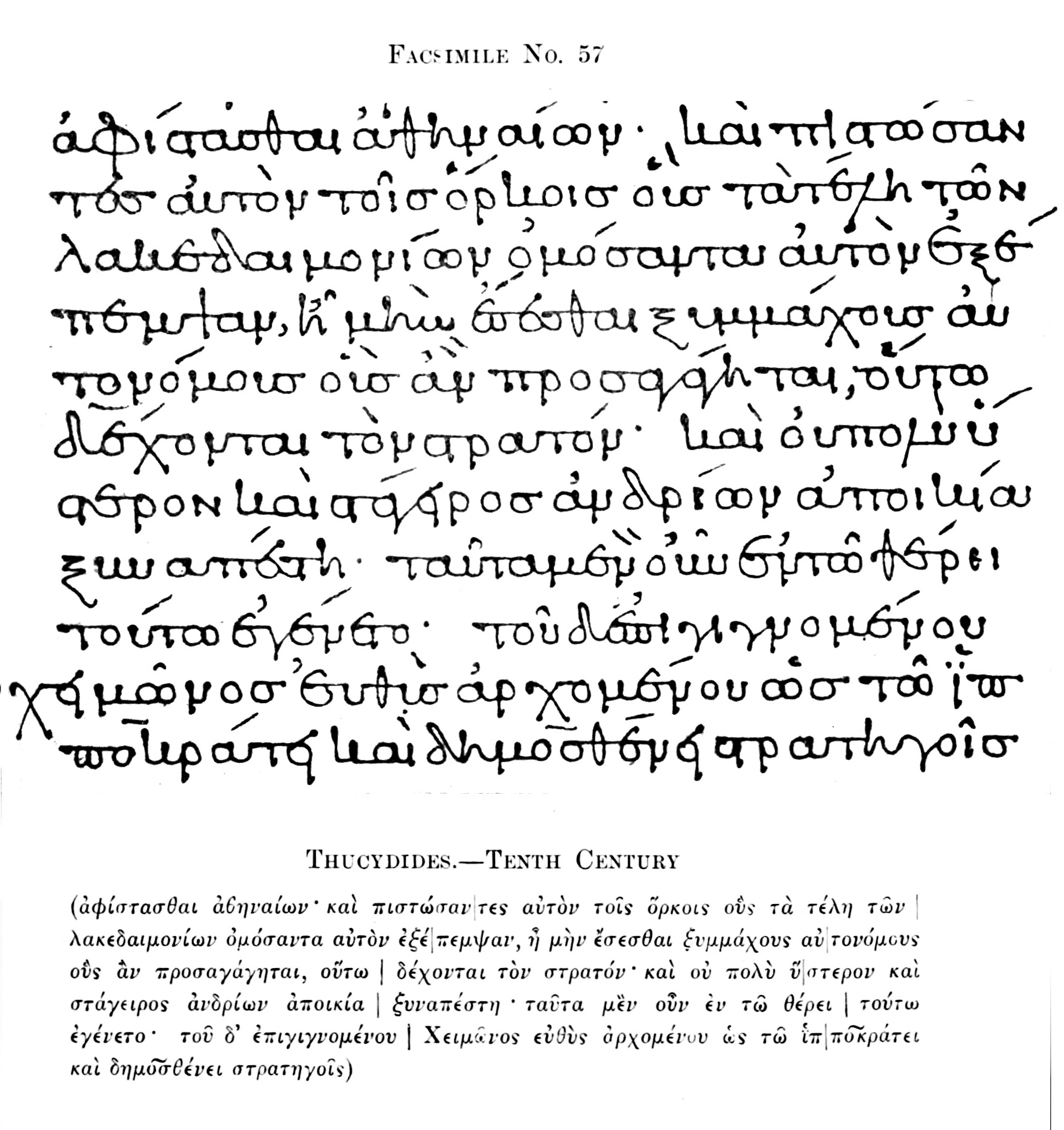
صورة من كتاب تاريخ الحرب البيلوبونيسية في مخطوطة من القرن العاشر.

تاريخ الحرب البيلوبونيزية أو تاريخ الحرب البيلوبونيسية (باليونانية: Ιστορία του Πελοποννησιακού Πολέμου)‏ هو سرد تاريخي للحرب البيلوبونيسية (431 ق.م.- 403 ق.م.) للمؤرخ الإغريقي ثوسيديديس، ويُعد أكبر مرجع يعتمد عليه لهذه الحرب. ويتناول الكتاب الحرب التي نشبت بين كل من اليونان القديمة، ممثلة في أثينا والرابطة البيلوبونيزية، ممثلة في أسبرطة وحلفائهما. بدأت الحرب بسبب مخاوف أسبرطة من تعاظم قوة أثينا وإمبراطوريتها البحرية والتوسعات الاستعمارية والتجارية لها على حساب كورنث حليفة أسبرطة، فاندلعت الحرب. كانت جماعة أثينا تتكون من أثينا ويوبويا والجزر الكيكلادية والمدن الأيونية، التي شكلت كلها الاتحاد الديلي، بالإضافة لأكارنايا وثيساليا. بينما كان أغلب البيلوبونيسوس وبويوتيا ومقدونيا وفوكيس من حلفاء أسبرطة. فيما بقيت إبيروس وأيتوليا وكريت أرغوس وأخايا على الحياد. وانتهت الحرب بانتصار الأسبارطيين واحتلالهم أثينا بعد معركة إيغوسبوتاموس البحرية الحاسمة. ويقول المؤرخون أن هذه الحرب شكلت منعطفًا هامًا في تاريخ الإغريق وكانت بمثابة البداية لسقوط الحضارة اليونانية. وقد ترجمه إلى العربية كل من دينا الملاح وعمرو الملاح في عام 2003 عن دار أبوظبي: المجمع الثقافي للنشر.

## تسونامي
في أوائل 426 ق.م.، تساءل ثيويسدسديس في كتابه عن أسباب كارثة تسونامي وقال بأنه من الأرجح أنه ينجم عن زلازل المحيطات. وبهذا كان أول من ربط التسونامي بالزلازل في تاريخ العلوم الطبيعية 

## المنهج التاريخي
يُعتبر ثوسيديديس أحد «الآباء» العظماء للتاريخ الغربي، مما يجعل منهجيته موضوعًا للكثير من أعمال التحليل في مجال التأريخ.

### التسلسل الزمني
يعد ثوسيديديس أحد أوائل المؤرخين الغربيين الذي وظفوا معيارًا صارمًا للتسلسل الزمني، مسجلين الأحداث حسب السنة، إذ تتكون كل سنة من موسم الحملات الصيفية، وموسم الشتاء الأقل نشاطًا. يتناقض هذا الأسلوب بشدة مع هيرودوت.

### الخطابات
يستخدم ثوسيديديس أيضًا الخطابات على نطاق واسع من أجل توضيح الحدث المعني. في حين أن إدراج خطابات طويلة للمتكلم أمر غريب إلى حد ما على الطريقة التاريخية الحديثة، إلا أن الخطابات أمر متوقع في سياق الثقافات الشفهية اليونانية القديمة. يشمل ذلك خطابات الجنرالات الموجهة للجنود قبل المعارك، والعديد من الخطابات السياسية سواءً من جانب القادة الأثينيين أو الأسبرطيين، فضلًا عن المناقشات الدائرة بين مختلف الأحزاب. من بين الخطابات، كان الأكثر شهرة هو خطاب التأبين لبيركليس، المذكور في الكتاب 2. لا شك أن ثوسيديديس سمع بعض هذه الخطابات بنفسه بينما كان يعتمد على روايات شهود العيان في بعضها الآخر.
 
غير أن هذه الخطابات مشكوك فيها في نظر الكلاسيكيين، نظرًا لعدم وضوح درجة تعديل ثوسيديديس لهذه الخطابات بغية توضيح جوهر الحجة المقدمة بصورة أفضل. ربما تكون بعض الخطابات ملفقة حسب توقعاته لـ«ما دعت إليه كل حالة»، على حد تعبيره.

على الرغم من كونه أثينيًا ومشاركًا في النزاع، غالبًا ما يُنظر إلى ثوسيديديس بتقدير كبير لكونه كتب رواية غير منحازة عمومًا عن النزاع مع احترام الأطراف المشاركة فيه. في مقدمة الجزء الذي ذكره، قال: «عملي ليس كتابة مصممة لتلبية ذوق الجمهور المباشر، ولكنه أنجِز ليدوم إلى الأبد».
 
غير أن هناك بعض العلماء يشككون في هذا. على سبيل المثال، زعم إرنست باديان أن ثوسيديديس يتمتع بتحيز قوي للمؤيدين الأثينيين. تماشيًا مع هذا النوع من الشكوك، يزعم علماء آخرون أنه كان لدى ثوسيديديس دافع خفي في دراساته التاريخية، وخصوصًا لخلق ملحمة تشبه تلك الماضية مثل أعمال هوميروس، وأن هذا ما دفعه إلى خلق ازدواجية غير موضوعية لصالح الأثينيين. يظهر العمل تحيزًا واضحًا ضد بعض الأشخاص المشاركين في النزاع، مثل كليون.

لا تلعب الآلهة دورًا نشطًا في عمل ثوسيديديس. يختلف هذا تمامًا عن هيرودوت، الذي كثيرًا ما يذكر دور الآلهة، فضلًا عن الوجود الإلهي المنتشر في قصائد هوميروس منذ قرون من الزمان. العكس من ذلك، ينظر ثوسيديديس إلى التاريخ باعتباره ناتجًا عن اختيارات البشر وأفعالهم.
 
على الرغم من غياب أفعال الآلهة، فإن الدين والتقوى يلعبان أدوارًا هامة في أفعال الأسبرطيين، وبدرجة أقل، الأثينيين. بالتالي، تُعتبر الأحداث الطبيعية مثل الزلازل والكسوف ذات أهمية دينية.

على الرغم من غياب الآلهة في أعمال ثوسيديديس، فإنه كثيرًا ما يستمد من الأساطير الإغريقية، وخاصة من هوميروس، الذي تحتل أعماله مكانة بارزة في الميثولوجيا الإغريقية. يشير ثوسيديديس إلى هوميروس بشكل متكرر باعتباره مصدرًا للمعلومات، ولكنه دائمًا ما يضيف عبارة نأي، مثل «يُظهر هوميروس هذا، إذا كان ذلك دليلًا كافيًا»، و«على افتراض أنه يجب الوثوق بقصيدة هوميروس في هذه الحالة أيضًا».
مع ذلك، وعلى الرغم من عدم ثقة ثوسيديديس بالمعلومات التي لم تُشهَد مباشرة، مثل معلومات هوميروس، فإنه يستخدم مفردات الشاعر لاستخلاص الحقائق بشأن حرب طروادة. على سبيل المثال، بينما اعتبر ثوسيديديس عدد السفن الإغريقية التي تزيد عن ألف سفينة، والتي أرسِلت إلى طروادة مبالغةً شعرية، فإنه يستخدم كتالوج السفن لهوميروس لتحديد العدد التقريبي للجنود الإغريق الذين كانوا موجودين. في وقت لاحق، زعم ثوسيديديس أنه طالما أن هوميروس لم يشر قط إلى دولة يونانية موحدة، فلابد أن دول ما قبل اليونان كانت مفككة إلى الحد الذي جعلها غير قادرة على التنظيم لإطلاق حملة فعالة كما يجب. في الواقع، يدعي ثوسيديديس أن طروادة كان يمكن غزوها في نصف الوقت لو خصص القادة الإغريق الموارد كما يجب، ولم يرسلوا قسمًا كبيرًا من الجيش على الغارات من أجل الإمدادات.
يحرص ثوسيديديس على إبلاغ القارئ أنه، خلافًا لهوميروس، ليس شاعرًا ميالًا إلى المبالغة، بل مؤرخًا، الذي قد لا تعطي قصصه «متعة لحظية»، بل «ستتحدى حقيقة الوقائع معانيه المقصودة». بالابتعاد عن ممارسات سرد القصص التي قام بها هوميروس، أوضح ثوسيديديس أنه بينما يعتبر الأساطير والملاحم دليلًا على ذلك، فإن هذه الأعمال لا يمكن أن تحظى بقدر كبير من المصداقية، وأن الأمر يتطلب وجود مؤرخ محايد ومفكر، مثله، لتصوير أحداث الماضي بدقة.

1. 
2. 
3. 
4. 
5. 
6. 
7. 
8. 
9. 
10. 
11. 
12. 

- Connor, W. Robert, Thucydides. Princeton: Princeton University Press (1984). ISBN 0-691-03569-5.
- Crane, Gregory, Thucydides and the Ancient Simplicity: the Limits of Political Realism. Berkeley: University of California Press (1998).
- Hornblower, Simon, A Commentary on Thucydides. 2 vols. Oxford: Clarendon (1991–1996). ISBN 0-19-815099-7 (vol. 1), ISBN 0-19-927625-0 (vol. 2).
- Hornblower, Simon, Thucydides. London: Duckworth (1987). ISBN 0-7156-2156-4.
- Orwin, Clifford, The Humanity of Thucydides. Princeton: Princeton University Press (1994). ISBN 0-691-03449-4.
- Romilly, Jacqueline de, Thucydides and Athenian Imperialism. Oxford: Basil Blackwell (1963). ISBN 0-88143-072-2.
- Rood, Tim, Thucydides: Narrative and Explanation. Oxford: Oxford University Press (1998). ISBN 0-19-927585-8.
- Strassler, Robert B, ed. The Landmark Thucydides: A Comprehensive Guide to the Peloponnesian War. New York: Free Press (1996). ISBN 0-684-82815-4.
- Thucydides, Thucydidis, olori fil, De bello peloponnesiacoa libri VIII, Versione Latina, (London 1819)